# Holland, Minnesota
Holland là một thành phố thuộc quận Pipestone, tiểu bang Minnesota, Hoa Kỳ. Năm 2010, dân số của thành phố này là 187 người.

## Dân số
- Dân số năm 2000: 215 người.
- Dân số năm 2010: 187 người.